# NGC 1127
NGC 1127 é uma galáxia espiral barrada (SBab) localizada na direcção da constelação de Aries. Possui uma declinação de +13° 15' 25" e uma ascensão recta de 2 horas, 52 minutos e 51,8 segundos.
A galáxia NGC 1127 foi descoberta em 2 de Dezembro de 1863 por Albert Marth.